# Australische Cricket-Nationalmannschaft in Neuseeland in der Saison 2009/10
Die Tour der australischen Cricket-Nationalmannschaft nach Neuseeland in der Saison 2009/10 fand vom 26. Februar bis zum 31. März 2010 statt. Die internationale Cricket-Tour war Teil der internationalen Cricket-Saison 2009/10 und umfasste zwei Test Matches, fünf ODIs und zwei Twenty20s. Australien gewann die Testserie 2–0 und die ODI-Serie 3–2, die Twenty20-Serie ging 1–1 aus.

## Stadien
Die folgenden Stadien wurden für die Tour als Austragungsort vorgesehen und am 7. September 2009 bekanntgegeben.
| Stadion                     | Stadt        | Kapazität | Spiele          |
| --------------------------- | ------------ | --------- | --------------- |
| Eden Park                   | Auckland     | 50.000    | 2. ODI; 4. ODI  |
| AMI Stadium                 | Christchurch | 38.628    | 2. T20          |
| Seddon Park                 | Hamilton     | 10.000    | 3. ODI; 2. Test |
| McLean Park                 | Napier       | 22.500    | 1. ODI          |
| Basin Reserve               | Wellington   | 11.000    | 1. Test         |
| Wellington Regional Stadium | Wellington   | 34.500    | 1. T20; 5. ODI  |

## Kaderlisten
Neuseeland benannte seinen Limited-Overs-Kader am 19. Februar und seinen Test-Kader am 14. März 2010.
Australien benannte seinen ODI-Kader am 28. Februar und seinen Test-Kader am 10. März 2010.
| Test | Test | ODI | ODI | Twenty20 | Twenty20 |
| Neuseeland | Australien | Neuseeland | Australien | Neuseeland | Australien |
| --- | --- | --- | --- | --- | --- |
| - Daniel Vettori (K) - Brent Arnel - James Franklin - Martin Guptill - Peter Ingram - Brendon McCullum (wk) - Tim McIntosh - Chris Martin - Jeetan Patel - Mathew Sinclair - Tim Southee - Ross Taylor - Daryl Tuffey - BJ Watling - Kane Williamson | - Ricky Ponting (K) - Michael Clarke (vK) - Doug Bollinger - Peter George - Brad Haddin (wk) - Ryan Harris - Nathan Hauritz - Phillip Hughes - Michael Hussey - Mitchell Johnson - Simon Katich - Clint McKay - Marcus North - Steve Smith - Shane Watson | - Daniel Vettori (K) - Shane Bond - Neil Broom - James Franklin - Martin Guptill - Gareth Hopkins (wk) - Peter Ingram - Michael Mason - Brendon McCullum (wk) - Nathan McCullum - Jacob Oram - Tim Southee - Shanan Stewart - Scott Styris - Ross Taylor - Daryl Tuffey | - Ricky Ponting (K) - Michael Clarke (vK) - George Bailey - Doug Bollinger - Brad Haddin (wk) - Ryan Harris - Nathan Hauritz - James Hopes - Michael Hussey - Mitchell Johnson - Clint McKay - Adam Voges - Shane Watson - Cameron White | - Daniel Vettori (K) - Shane Bond - James Franklin - Martin Guptill - Gareth Hopkins (wk) - Peter Ingram - Brendon McCullum (wk) - Nathan McCullum - Jacob Oram - Tim Southee - Ross Taylor - Daryl Tuffey | - Michael Clarke (K) - Cameron White (vK) - Travis Birt - Daniel Christian - Brad Haddin (wk) - Ryan Harris - Nathan Hauritz - David Hussey - Michael Hussey - Mitchell Johnson - Dirk Nannes - Steve Smith - Shaun Tait - David Warner - Shane Watson |

## Twenty20 Internationals

### Erstes Twenty20 in Wellington
| 26. Februar Scorecard | Wellington | Neuseeland 118 (20)              | – | Australien 119-4 (16) |
|                       |            | Australien gewinnt mit 6 Wickets |   |                       |

### Zweites Twenty20 in Christchurch
| 28. Februar Scorecard | Christchurch | Neuseeland 214-6 (20) / 9/0 (0.5) | – | Australien 214-4 (20) / 6/1 (1) |
|                       |              | Neuseeland gewinnt im Super Over  |   |                                 |

## One-Day Internationals

### Erstes ODI in Napier
| 3. März Scorecard | Napier | Australien 275-8 (50)            | – | Neuseeland 281-8 (49.2) |
|                   |        | Neuseeland gewinnt mit 2 Wickets |   |                         |

### Zweites ODI in Auckland
| 6. März Scorecard | Auckland | Australien 273-7 (50)                       | – | Neuseeland 253 (43.2/45) |
|                   |          | Australien gewinnt mit 12 Runs (D/L method) |   |                          |

### Drittes ODI in Hamilton
| 9. März Scorecard | Hamilton | Neuseeland 245 (46.2)            | – | Australien 248-4 (47.2) |
|                   |          | Australien gewinnt mit 6 Wickets |   |                         |

### Viertes ODI in Auckland
| 11. März Scorecard | Auckland | Neuseeland 238 (44.1)                         | – | Australien 202-4 (31.1/34) |
|                    |          | Australien gewinnt mit 6 Wickets (D/L method) |   |                            |

### Fünftes ODI in Wellington
| 13. März Scorecard | Wellington | Neuseeland 241-9 (50)          | – | Australien 190 (46.1) |
|                    |            | Neuseeland gewinnt mit 51 Runs |   |                       |

## Test Matches

### Erster Test in Wellington
| 19. – 23. März Scorecard | Wellington | Australien 459-5d (131) & 106-0 (23) | – | Neuseeland 157 (59.1) & 407 (134.5) (f/o) |
|                          |            | Australien gewinnt mit 10 Wickets    |   |                                           |

### Zweiter Test in Hamilton
| 27. – 31. März Scorecard | Hamilton | Australien 231 (74.3) & 511-8d (153) | – | Neuseeland 264 (63.3) & 302 (91.1) |
|                          |          | Australien gewinnt mit 176 Runs      |   |                                    |

## Statistiken
Die folgenden Cricketstatistiken wurden bei dieser Tour erzielt.
| Tests            | Tests      | Tests   | Tests   | Tests   | Tests   | Tests   | Tests   | Tests   |
| Batting          | Batting    | Batting | Batting | Batting | Batting | Batting | Batting | Batting |
| Spieler          | Mannschaft | Spiele  | Innings | Runs    | Average | HS      | 100s    | 50s     |
| ---------------- | ---------- | ------- | ------- | ------- | ------- | ------- | ------- | ------- |
| Simon Katich     | Australien | 2       | 4       | 291     | 97,00   | 106     | 1       | 2       |
| Michael Clarke   | Australien | 2       | 3       | 259     | 86,33   | 168     | 1       | 1       |
| Marcus North     | Australien | 2       | 3       | 211     | 105,50  | 112*    | 1       | 1       |
| Ross Taylor      | Neuseeland | 2       | 4       | 206     | 51,50   | 138     | 1       | 0       |
| Brendon McCullum | Neuseeland | 2       | 4       | 184     | 46,00   | 104     | 1       | 1       |
| Bowling          |            |         |         |         |         |         |         |         |
| Spieler          | Mannschaft | Spiele  | Overs   | Wickets | Average | BBI     | 5W      | 10W     |
| Doug Bollinger   | Australien | 2       | 70      | 12      | 21,00   | 5/28    | 1       | 0       |
| Mitchell Johnson | Australien | 2       | 77.1    | 12      | 23,08   | 6/73    | 1       | 1       |
| Ryan Harris      | Australien | 2       | 70.3    | 9       | 23,00   | 4/77    | 0       | 0       |
| Daniel Vettori   | Neuseeland | 2       | 107.3   | 7       | 45,57   | 4/36    | 0       | 0       |
| Tim Southee      | Neuseeland | 2       | 61      | 6       | 36,33   | 4/61    | 0       | 0       |

| ODIs             | ODIs       | ODIs    | ODIs    | ODIs    | ODIs    | ODIs    | ODIs    | ODIs    |
| Batting          | Batting    | Batting | Batting | Batting | Batting | Batting | Batting | Batting |
| Spieler          | Mannschaft | Spiele  | Innings | Runs    | Average | HS      | 100s    | 50s     |
| ---------------- | ---------- | ------- | ------- | ------- | ------- | ------- | ------- | ------- |
| Scott Styris     | Neuseeland | 5       | 5       | 199     | 49,75   | 55      | 0       | 1       |
| Michael Hussey   | Australien | 5       | 5       | 198     | 49,50   | 59      | 0       | 2       |
| Brad Haddin      | Australien | 5       | 5       | 192     | 38,40   | 110     | 1       | 1       |
| Shane Watson     | Australien | 5       | 5       | 192     | 38,40   | 53      | 0       | 1       |
| Ross Taylor      | Neuseeland | 4       | 4       | 177     | 44,25   | 70      | 0       | 2       |
| Bowling          |            |         |         |         |         |         |         |         |
| Spieler          | Mannschaft | Spiele  | Overs   | Wickets | Average | BBI     | 5W      | 10W     |
| Mitchell Johnson | Australien | 5       | 46.3    | 12      | 18,33   | 4/51    | 0       | 0       |
| Shane Bond       | Neuseeland | 5       | 43.1    | 9       | 21,00   | 4/26    | 0       | 0       |
| Shane Watson     | Australien | 5       | 34      | 8       | 21,37   | 2/26    | 0       | 0       |
| Ryan Harris      | Australien | 4       | 32.2    | 8       | 22,00   | 3/34    | 0       | 0       |
| Daniel Vettori   | Neuseeland | 4       | 37      | 6       | 24,50   | 2/29    | 0       | 0       |
| Nathan Hauritz   | Australien | 5       | 33      | 6       | 30,83   | 3/46    | 0       | 0       |
| Tim Southee      | Neuseeland | 5       | 42.1    | 6       | 42,83   | 4/36    | 0       | 0       |

| Twenty20s        | Twenty20s  | Twenty20s | Twenty20s | Twenty20s | Twenty20s | Twenty20s | Twenty20s | Twenty20s |
| Batting          | Batting    | Batting   | Batting   | Batting   | Batting   | Batting   | Batting   | Batting   |
| Spieler          | Mannschaft | Spiele    | Innings   | Runs      | Average   | HS        | 100s      | 50s       |
| ---------------- | ---------- | --------- | --------- | --------- | --------- | --------- | --------- | --------- |
| Brendon McCullum | Neuseeland | 2         | 2         | 118       | 118,00    | 116*      | 1         | 0         |
| Michael Clarke   | Australien | 2         | 2         | 85        | 85,00     | 67        | 0         | 1         |
| Cameron White    | Australien | 2         | 2         | 75        |           | 64*       | 0         | 1         |
| Gareth Hopkins   | Neuseeland | 2         | 2         | 57        | 28,50     | 36        | 0         | 0         |
| David Hussey     | Australien | 2         | 2         | 56        | 28,00     | 46        | 0         | 0         |
| Bowling          |            |           |           |           |           |           |           |           |
| Spieler          | Mannschaft | Spiele    | Overs     | Wickets   | Average   | BBI       | 5W        | 10W       |
| Shaun Tait       | Australien | 2         | 8         | 4         | 15,25     | 2/21      | 0         | 0         |
| Mitchell Johnson | Australien | 1         | 4         | 3         | 6,33      | 3/19      | 0         | 0         |
| Shane Bond       | Neuseeland | 2         | 8         | 3         | 19,66     | 2/32      | 0         | 0         |
| Dirk Nannes      | Australien | 2         | 8         | 3         | 24,33     | 2/22      | 0         | 0         |
| Shane Watson     | Australien | 1         | 4         | 2         | 11,50     | 2/23      | 0         | 0         |
| James Franklin   | Neuseeland | 2         | 3         | 2         | 16,00     | 2/32      | 0         | 0         |

## Player of the Match
Als Player of the Match wurden die folgenden Spieler ausgezeichnet.
| Spiel   | Player of the Match |
| ------- | ------------------- |
| 1. T20  | Mitchell Johnson    |
| 2. T20  | Brendon McCullum    |
| 1. ODI  | Ross Taylor         |
| 2. ODI  | Daniel Vettori      |
| 3. ODI  | Brad Haddin         |
| 4. ODI  | Cameron White       |
| 5. ODI  | Tim Southee         |
| 1. Test | Michael Clarke      |
| 2. Test | Mitchell Johnson    |